# Constantin Kaïtéris
Constantin Kaïtéris, né le 23 mars 1948 à Paris où il est mort le 3 novembre 2024,, est un enseignant, lexicographe, écrivain, poète et traducteur français d’ascendance grecque et française.

## Biographie
Constantin Kaïteris a fait des études de lettres modernes à la faculté des lettres de Paris et de langues et civilisations à l'Institut national des langues et civilisations orientales (amharique, grec moderne).
Professeur certifié de lettres modernes, il est professeur de français dans la région parisienne puis attaché linguistique ou professeur dans des lycées français, en Éthiopie, en Égypte (Lycée français d'Alexandrie), en Grèce, en Albanie. En cette qualité, il s'engage à titre syndical et exerce des responsabilités importantes.
Il a publié chez divers éditeurs des ouvrages dans plusieurs catégories : recueils de poésie, dictionnaires et manuels de langue, traductions, livres d'art, ouvrages pour enfants.
Il publie aussi dans plusieurs revues : Bacchanales, Voix d’encre, Boxon, Le Mâche-Laurier.

## Œuvres

### Ouvrages originaux
Poèmes, contes, dictionnaires, langues, beaux livres
- État des lieux, éditions Saint-Germain-des-Prés, 1983.
- Prière de tenir la main courante ; suivi d’Instructions pratiques pour les premiers secours : 1971-1975, éditions Saint-Germain-des-Prés, 1982.
- Les pommes politiques : "Poèmmes", VR/SO éditeur, 1993[5]
- Contes d'Éthiopie, Présence africaine, 1999  (ISBN 978-2-7087-0789-4)
- Nanos Valaoritis, Constantin Kaïtéris, La Grèce a quatre mille ans, Digraphe, 2000  (ISBN 978-2-84237-032-9)
- Contes d'Éthiopie (illustrations d’Anzoumana Camara) 2e volume : Le roi qui écoutait des histoires et autres contes éthiopiens, illustrations d'Éric Martin, Présence africaine, 2009  (ISBN 2-7087-0692-6)
- Impressions d’Afrique fantôme, L’Arbre à paroles, 2003  (ISBN 978-2-87406-231-5)
- Dans la conjonction des regards, L’Arbre à paroles, 2004  (ISBN 978-2-87406-280-3)
- A/Z Les aventures tumul/tueuses et passion/nées d'Anna-Lise Zenana, K Édition, 2005  (ISBN 2-951794-04-5)[6]
- Éclats différés du temps, illustré par Santamouris Christos, Voix d'encre, 2006  (ISBN 2-35128-014-8)
- Dimitris Pantelodimos, Constantin Kaïtéris, Dictionnaire grec moderne / français, librairie Kauffmann (Athènes) (Δημητρης Παντελοδημος, Κωνσταντινος Καϊτερης Ελληνο-γαλλικό λεξικό)  (ISBN 960-7256-85-9)[7]
- Kondjit Guetachew, Constantin Kaïteris, Amharique express, Pour voyager en Éthiopie, Dauphin, 2009  (ISBN 978-2-7163-1374-2) (collection Langue vivante express)
- Rouleaux magiques éthiopiens - Déroulement de l'ange, Archange Minotaure, 2005  (ISBN 2-914453-55-8)
- Rouleaux magiques éthiopiens - Enchantement du démon, Archange Minotaure, 2006  (ISBN 2-914453-81-7)
- Nicolas Bouvier, Alain Blanc, Max Alhau, Constantin Kaïtéris, Îles où le vent nous mène, Voix d'encre, 2007  (ISBN 978-2-35128-024-9)
- Les Zanimaux Zétonnants, Éditions Corps Puce, Amiens, 2010 coll. Le Poémier, 2011  (ISBN 978-2-352-81033-9)
- Aventures dans le commerce des mots, L'Harmattan, 2011  (ISBN 978-2-296-13626-7)
- Piles de proverbes, Ficelle no 102, gravure Tristan Felix, Rougier, 2011  (ISBN 978-2-913040-78-6)
- Des pommes politiques nouvelle édition suivie de Encyclopédie portative des quartiers d'orange avec des photos de Vincent Verdet, Éditions Corps Puce, 2011  (ISBN 2-35281-059-0) (collection Liberté sur parole, vol. 35)
- Héroïnes, adossées de Petites idoles ; et épaulées d'Icônes, éditions Les Vanneaux, 2012  (ISBN 978-2-916071-70-1)
- Un jardin sur le bout de la langue, illustré par Joanna Boillat, éditions Møtus, 2014  (ISBN 978-2-36011-049-0) (collection Pommes, pirates, papillons)
- Alice et Ulysse vont en bateau, éditions LansKine, 2015  (ISBN 979-10-90491-17-5)
- Trois Villes des commencements : Construction d'Alexandrie, Mise en place d'Addis Abeba, Les Lignes d'Athènes, éditions Les Arêtes, Arles, 2015  (ISBN 978-2-915886-43-6)
- Le Quincaillier et la Remailleuse et autres métiers perdus (illustrations de Brigitte Dusserre-Bresson), Éditions Corps Puce, Amiens, 2017, (coll. Le Poémier, no 28)  (ISBN 978-2-35281-115-2)
- Sur un arbre caché (illustrations de Joanna Boillat), Éditions Møtus, 2018  (ISBN 978-2-36011-078-0) (collection Pommes Pirates Papillons)
- L’Éthiopie à travers le regard de ses peintres - Histoire et sujets de la peinture populaire éthiopienne, éditions Sépia / L'Harmattan, 2018  (ISBN 979-10-334-0151-3)
- Tadeletch la rusée - Conte d'Éthiopie (illustrations d'Alemou Haïlé-Mariam), L'Harmattan, 2020  (ISBN 978-2-343-21380-4) (collection La Légende des Mondes)
- Ça gazouille (illustrations de Kotimi), éditions Møtus (Collection Pommes pirates papillons), 2021  (ISBN 978-2-36011-105-3)
- Nanos Valaoritis - Au fin fond de l'écriture (1921-2019), Levée d'ancre / L'Harmattan, 2023  (ISBN 978-2-14-032005-7)
- Une eau commune et bleue, éditions Caractères, 2024  (ISBN 978-2-85446-676-8)

### Traductions

#### Traduction de l'amharique
- Haddis Alemayehu  (ሀዲስ ዓለማየሁ), L’Amour jusqu’au tombeau (ፍቅር እስከ መቃብር Fəqər əskä Mäqabər), éditions Pétra (d), 2021  (ISBN 978-2-84743-285-5)

#### Traduction du grec
- Nikos Houliaras, Dans la maison de mon ennemi (Στο σπίτι του εχθρού μου), Hatier - Librairie Kauffmann, 1996  (ISBN 979-10-334-0151-3)
- Andréas Embiríkos, Amour, amour (œuvres choisies) (Préface de Nanos Valaoritis). L'Harmattan, 2007  (ISBN 978-2-296-03161-6)
- Yannis Skaribas, L'Air de Figaro (Το σόλο του Φίγκαρο), Hatier - Librairie Kauffmann, 1995  (ISBN 2-218-06848-6)
- Níkos Engonópoulos, Le Retour des oiseaux (Η επιστροφή των πουλιών) (Préface de Nanos Valaoritis). L'Harmattan, 2010  (ISBN 978-2-296-12978-8)
- Panagiótis Agapitós, Le Luth d’ébène, Une enquête de Léon le protospathaire, Anacharsis, Toulouse, 2013[8]  (ISBN 978-2-9147779-0-2)
- Odysséas Elýtis[9] Les Élégies d’Oxopetra (Τα ελεγεία της Οξώπετρας), encres et collages de Christos Santamouris (d), Voix d'encre, 2016  (ISBN 978-2-35128-122-2)
- Panagiótis Agapitós, L'Œil de cuivre, Une enquête de Léon le protospathaire, Anacharsis, Toulouse, 2021[8],[10]  (ISBN 979-109201197-5)
- Odysséas Elýtis[9], Anthologie, choix et traduction de Constantin Kaïteris,  éditions Caractères[11], 2024  (ISBN 978-2-85446-679-9)

#### Traduction vers le grec
- Alain Blanc, Instantanés des Cyclades, Voix d'encre, 2002  (ISBN 978-2-910957-03-2)

## Prix et distinctions
- 9e prix Poésie des lecteurs Lire et faire lire[réf. souhaitée]  pour Les Zanimots Zétonnants
- Prix Joël Sadeler 2010[12] pour Les Zanimots Zétonnants